# マルタの鷹 (1941年の映画)
『マルタの鷹』（マルタのたか、The Maltese Falcon）は、1941年のアメリカ合衆国のミステリ映画。
ダシール・ハメットの同名探偵小説をジョン・ヒューストンの脚本・監督で映画化。
出演はハンフリー・ボガートとメアリー・アスターなど。
同じ原作の3度目の映画化であり、その中で最も有名な作品である。また、ヒューストンの監督デビュー作でもある。ハードボイルドの古典である原作を忠実に映像化し、いわゆるフィルム・ノワールの古典と目されている。

## キャスト
| 役名                       | 俳優                                        | 日本語吹替                     |
| 役名                       | 俳優                                        | NETテレビ版                    |
| -------------------------- | ------------------------------------------- | ------------------------------ |
| サム・スペード             | ハンフリー・ボガート                        | 久米明                         |
| ブリジッド・オショーネシー | メアリー・アスター                          | 富田恵子                       |
| アイヴァ・アーチャー       | グラディス・ジョージ                        | 北見順子                       |
| ジョエル・カイロ           | ピーター・ローレ                            | 永井一郎                       |
| ダンディ警部補             | バートン・マクレーン                        | 細井重之                       |
| エフィ・ペリン             | リー・パトリック                            | 沢田敏子                       |
| カスパー・ガットマン       | シドニー・グリーンストリート                | 河村弘二                       |
| トム・ポルハウス刑事       | ウォード・ボンド                            | 西田昭市                       |
| マイルズ・アーチャー       | ジェローム・コーワン                        | 上田敏也                       |
| ウィルマー・クック         | エリシャ・クック・Jr                        | 田中康郎                       |
| ルーク                     | ジェームズ・バーク                          |                                |
| フランク・リッチマン       | マレイ・アルパー                            |                                |
| ブライアン                 | ジョン・ハミルトン                          |                                |
| ジャコビ船長               | ウォルター・ヒューストン （クレジットなし） |                                |
| ナレーション               |                                             | 矢島正明                       |
| その他                     |                                             | 安田隆 塩見竜介 井上弦太郎     |
|                            |                                             |                                |
| 演出                       | 演出                                        | 小林守夫                       |
| 翻訳                       | 翻訳                                        | 木原たけし                     |
| 効果                       | 効果                                        | 藤田信夫 遠藤堯雄              |
| 調整                       | 調整                                        | 前田仁信                       |
| 制作                       | 制作                                        | 東北新社                       |
| 解説                       | 解説                                        | 淀川長治                       |
| 初回放送                   | 初回放送                                    | 1972年4月23日 『日曜洋画劇場』 |

## ギャラリー
|  |  |
|  |  |
|  |  |

## 主な受賞歴
第14回アカデミー賞（ノミネート）
- アカデミー作品賞
- アカデミー助演男優賞：シドニー・グリーンストリート（英語版）
- アカデミー脚色賞：ジョン・ヒューストン

## エピソード
- 『マルタの鷹』は、原作が単行本として刊行された1930年に、早くもワーナー・ブラザースが映画化権を取得していたが、その後1931年と1936年の2度にわたり映画化されたにもかかわらず、1作目は特に記録に残る作品とならず、2作目は内容が当時の倫理コードに抵触したため公開自体が頓挫していた。シナリオライターであったジョン・ヒューストンはそれまでの脚本家としての実績を認められて初監督のチャンスを与えられたが、原作の選択も任された彼は敢えて、2度にわたり失敗の生じていた『マルタの鷹』の映画化を要望した。
- 原作が元々完全な客観描写のみで構成されていたため、ヒューストンは脚本化に際して秘書に命じ、登場人物のセリフと行動のみを抜き出したタイプライター原稿を作成させてから、これを叩き台に脚本を執筆したという。
- プロデューサーのハル・B・ウォリスは、当初主演俳優としてジョージ・ラフトにオファーしたが、当時の契約に「再映画化作品には出演しない」という条項があったことや、新人監督と仕事をしたくないとの理由で断られたため、ハンフリー・ボガートが起用された。これには、直前のボガート主演映画『ハイ・シェラ』で脚本を手がけていたヒューストンの意向も手伝っている。本作は結果的にボガートの出世作となった。
- ボガート以外の主たる俳優陣もヒューストンが選定に関わり、主人公を翻弄する女ブリジッド・オショーネシーに当時のハリウッドきってのスキャンダル女優メアリー・アスター、神経質な小男カイロに小柄な怪優ピーター・ローレ、得体の知れない鷹揚な巨漢ガトマンにはイギリス出身で脇役専門の老舞台俳優シドニー・グリーンストリートをそれぞれ起用した。彼らはいずれも役柄に違うことのない強烈な個性を発揮し、ボガートに劣らぬ存在感を示した。
- ジャコビ船長役で一瞬だけ姿を見せた名優ウォルター・ヒューストンは、監督ジョン・ヒューストンの父である。息子の監督デビューに際してのカメオ出演というべきサービスであった。
- トレンチコートはしばしばハードボイルド的キャラクターのアイコンの一つとみなされるが、本作でサム・スペードがトレンチコートを着用するシーンは無い。一方、物語の早い段階で就寝中だったスペードが電話を受けるシーンでは、スペードは当時でも既に古くさくなり始めていた上下つなぎ下着のユニオンスーツ姿であるが、これは原作準拠である。